# شادروان

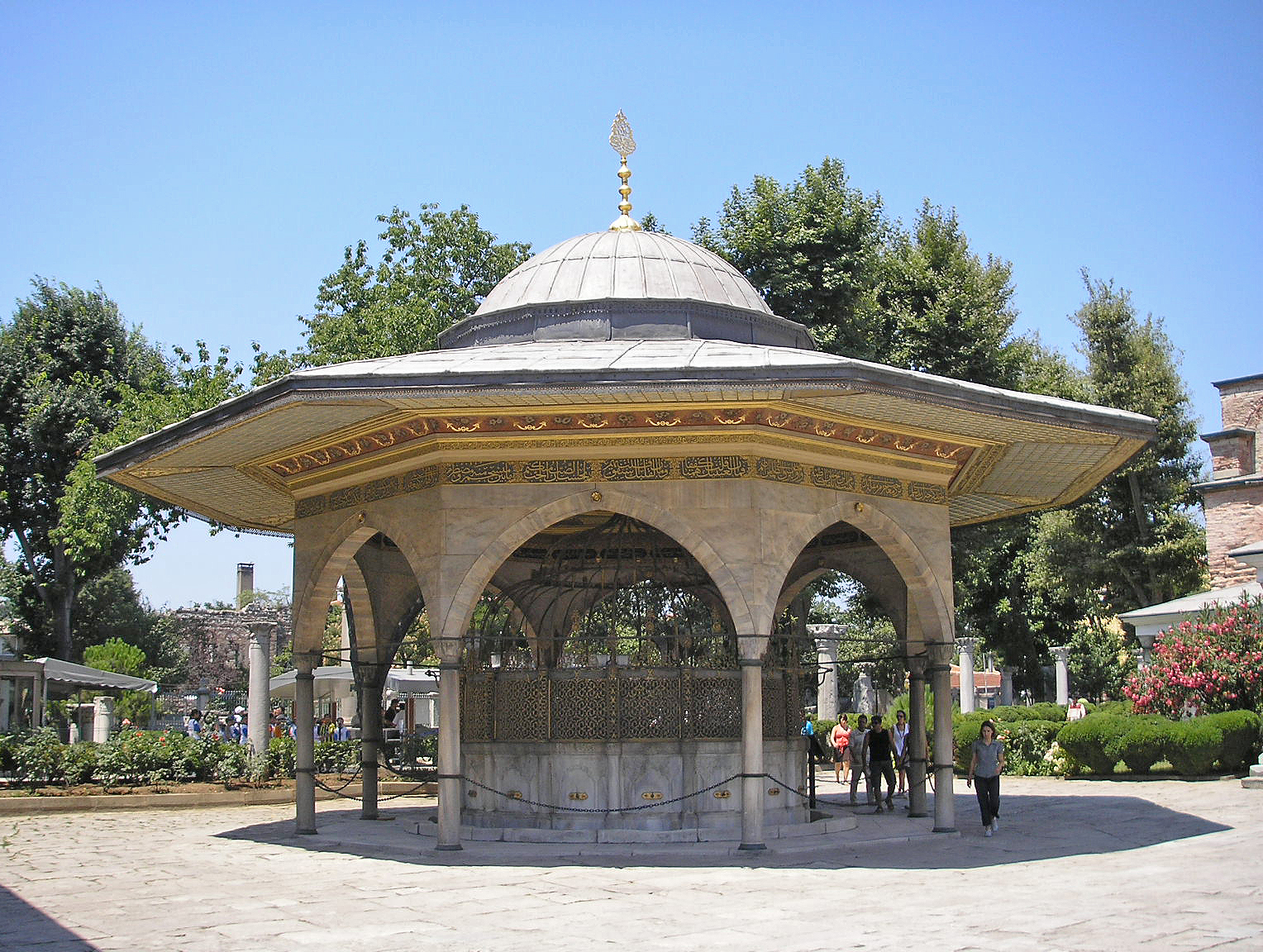
شادروان مسجد ایا صوفیه، استانبول

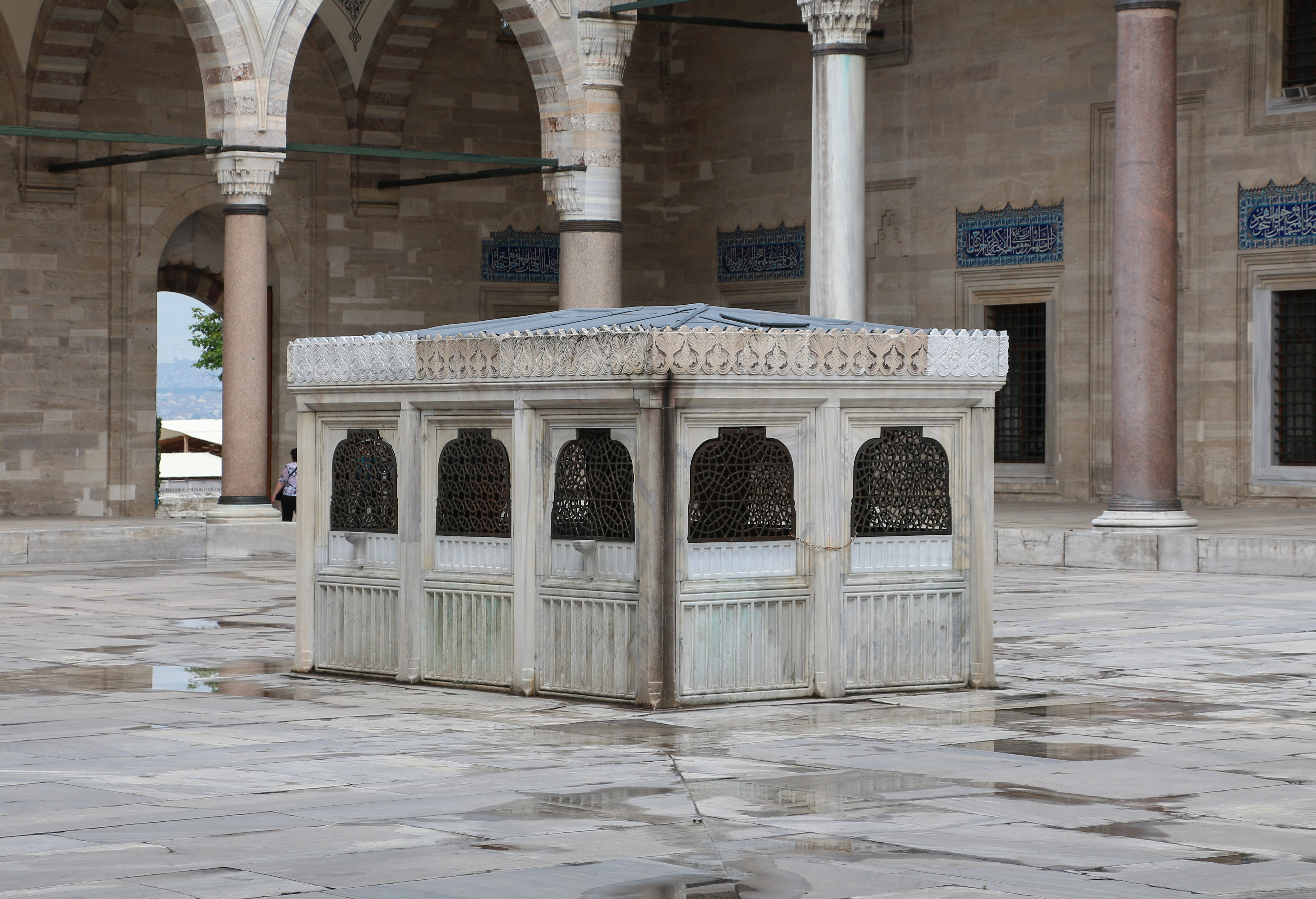
شادروان مسجد سلیمانیه، استانبول

شادُروان (ترکی استانبولی: şadırvan, عربی: شاذروان) نوعی فواره است که معمولاً در حیاط یا ورودی و در مقابل مساجد، کاروانسراها ّ خانقاه‌ها و مدارس با هدف اصلی تأمین آب برای نوشیدن یا آیین وضو برای چند نفر به‌طور همان زمان و همچنین به عنوان عنصری تزئینی بصری یا صوتی استفاده می‌شده‌است.
شادروان واژه ای فارسی است و یک نمونه از عناصر معماری عثمانی است. مثالهایی از شادروان می‌توان به میدان شادروان در پریزرن و بند قیصر و پل شادروان در ایران اشاره کرد.
اصطلاح شادروان ممکن است در زبان‌های دیگر املای گوناگونی داشته باشد shadervan; shaderwan; şadervan; šadervanهای šadrvan یا šedrvan; و Шадраван (shadravan).